# Paul Gui Dibo
Paul Gui Dibo, né en 1939 et mort le 29 janvier 2009, est un homme politique ivoirien.

## Biographie
En 1971, il est nommé secrétaire d’État chargé des Mines par Félix Houphouët-Boigny, puis ministre des Mines et de l’Énergie. Il est promu en 1986 ministre d’État.
Il est également député-maire de Duékoué[Quand ?].